# Atopsyche copayapu
Atopsyche copayapu là một loài Trichoptera trong họ Hydrobiosidae. Chúng phân bố ở vùng Tân nhiệt đới.